# Strömpilen
Strömpilen är ett köpcentrum i Umeå med 21 butiker. Strömpilen ligger vid Ume älv och är relativt nybyggt. Delar av före detta Sofiehems träsliperi används förutom nytillkomna byggnader till affärslokaler. I januari 2010 öppnades leklandet Busplaneten, med en yta av 2 500 m² på Strömpilens övre våning.
Den 2 juni meddelade Citycon Oyj att man köpt 25 procent av aktierna i fastighetsbolaget Strömpilen AB från Balticgruppen. Efter att ha köpt 75 procent av Strömpilen AB i juni 2007 ingick parterna ett avtal där Balticgruppen som minoritetsägare fick rätt att sälja sin andel till Citycon inom en viss period. I och med uppköpet blev Citycon ensam ägare av köpcentrumet.. Citycon sålde Strömpilen till Niam den 14 juli 2015.

## Utbyggnadsplaner
Planer på en större utbyggnad av köpcentret har funnits sedan 2008, men skrinlades efter lågkonjunkturens finanskris. Den 10 oktober 2010 lär emellertid den finska ägaren Citycon officiellt återta projektet. De planerar att bygga en stor inomhusgalleria på områdets nuvarande parkering. Diskussionen skvallrar om plats för 40 butiker med minst 5 000 m² shoppingyta. Citycons VD Ulf Attebrant planerar att ha ett detaljerat förslag att visa upp efter årsskiftet 10/11. Denna första fas av investering beräknas kosta omkring 135 miljoner kronor. Attebrant talar också om en andra fas i projektet, som skulle ge plats för ytterligare 20 000 m² shoppingyta.
I slutet på maj 2012 påbörjas en ombyggnation av in- och utfartsleden till köpcentret. Infartsleden breddas med en fil och delar av parkeringen byggs om. Arbetet kommer att ske i två etapper och beräknas vara klart under hösten 2012.

## Utmärkelser
- Bästa Rosa Bandet-kampanj 2007
- Guldfyren 2008 och 2009
- Retail Awards 2009
- Svensk Handel Umeås stipendium 2009
- Leva Bättre-priset 2009
- Årets Marknadsförare på Umeågalan 2009
- Visa vägen-priset 2011

Källa:

## Bilder

Konstverk intill vattnet.
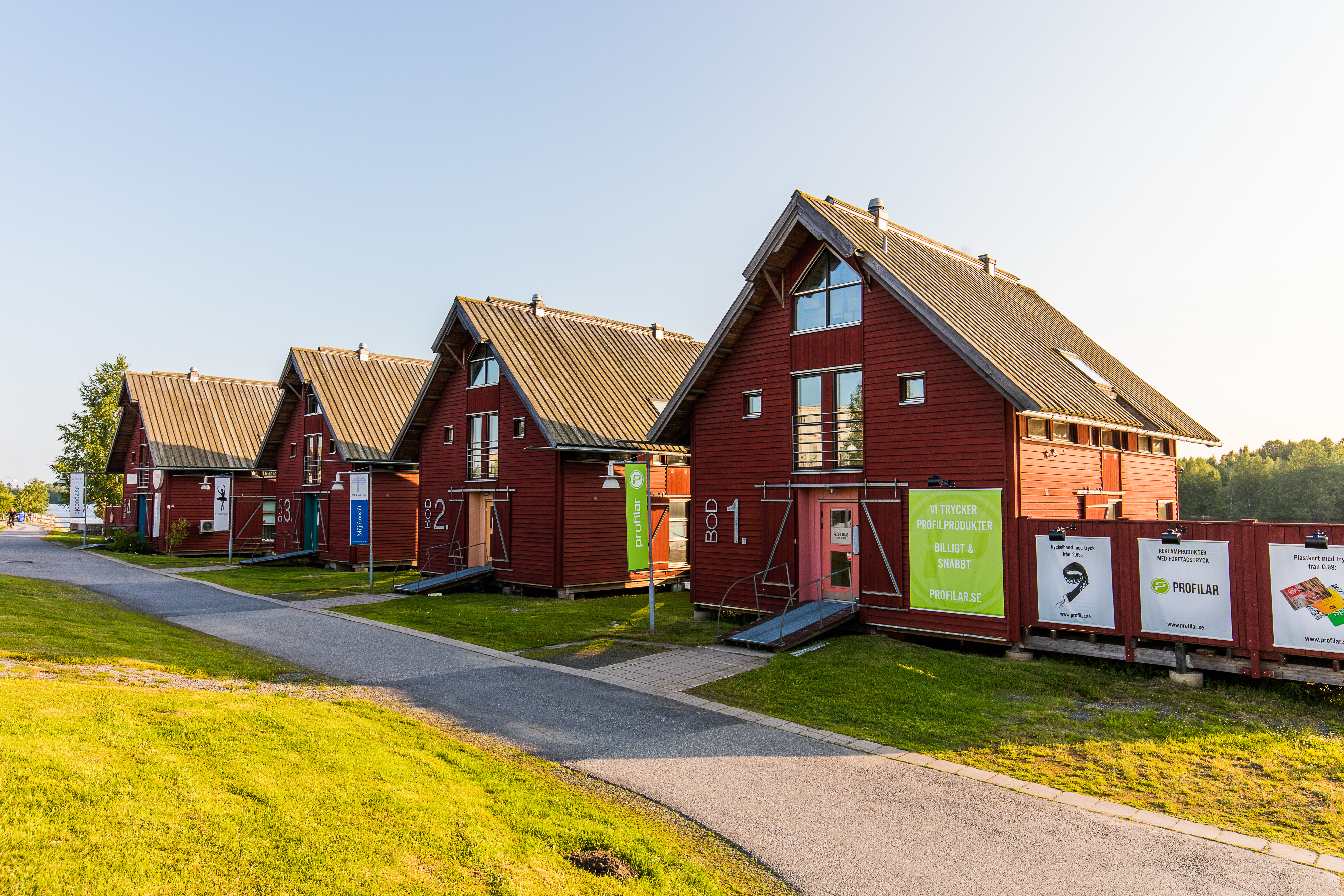
Sjöbodarna vid Strömpilen hyrs ut till småföretag.
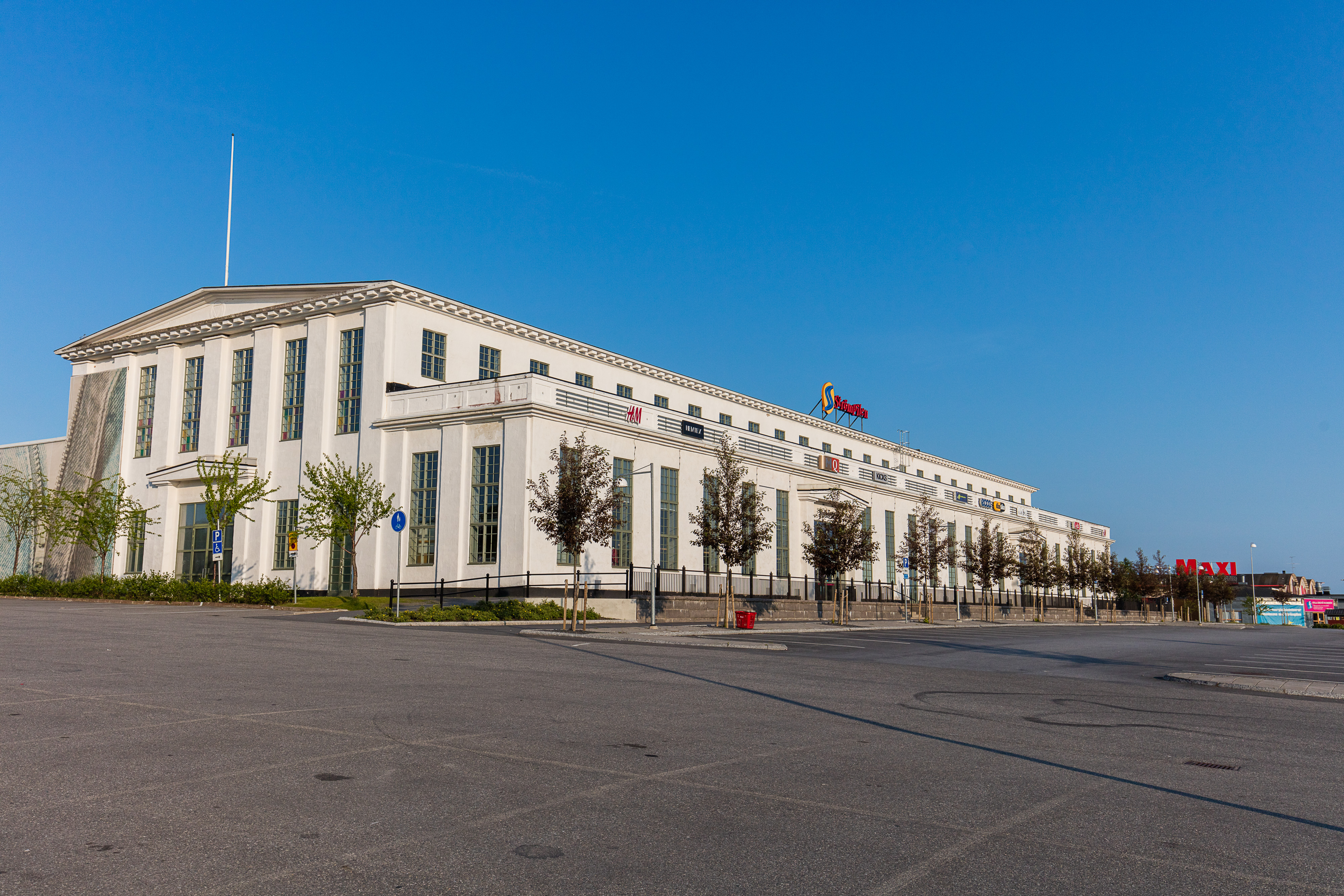
En gång Sofiehems träsliperi, nu galleria.
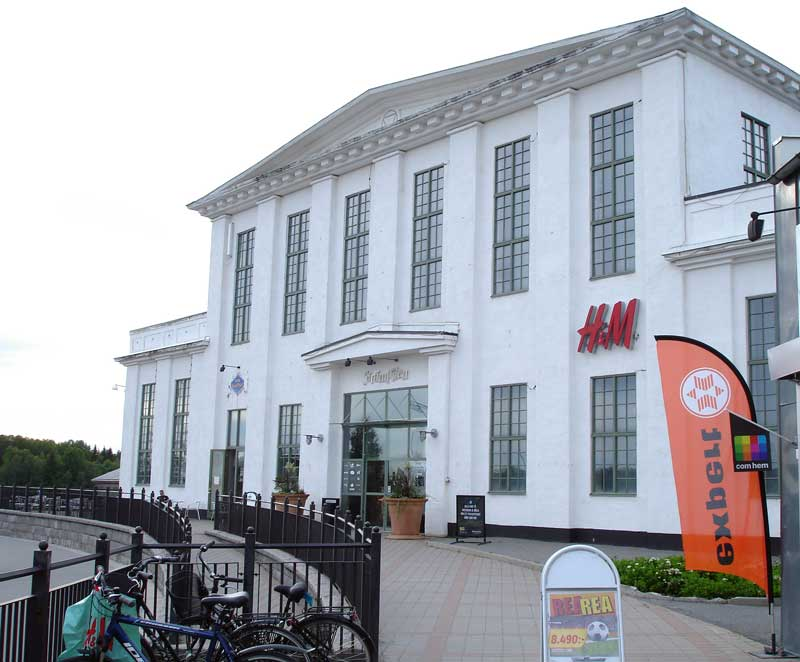
Gallerian Vita husets entré.
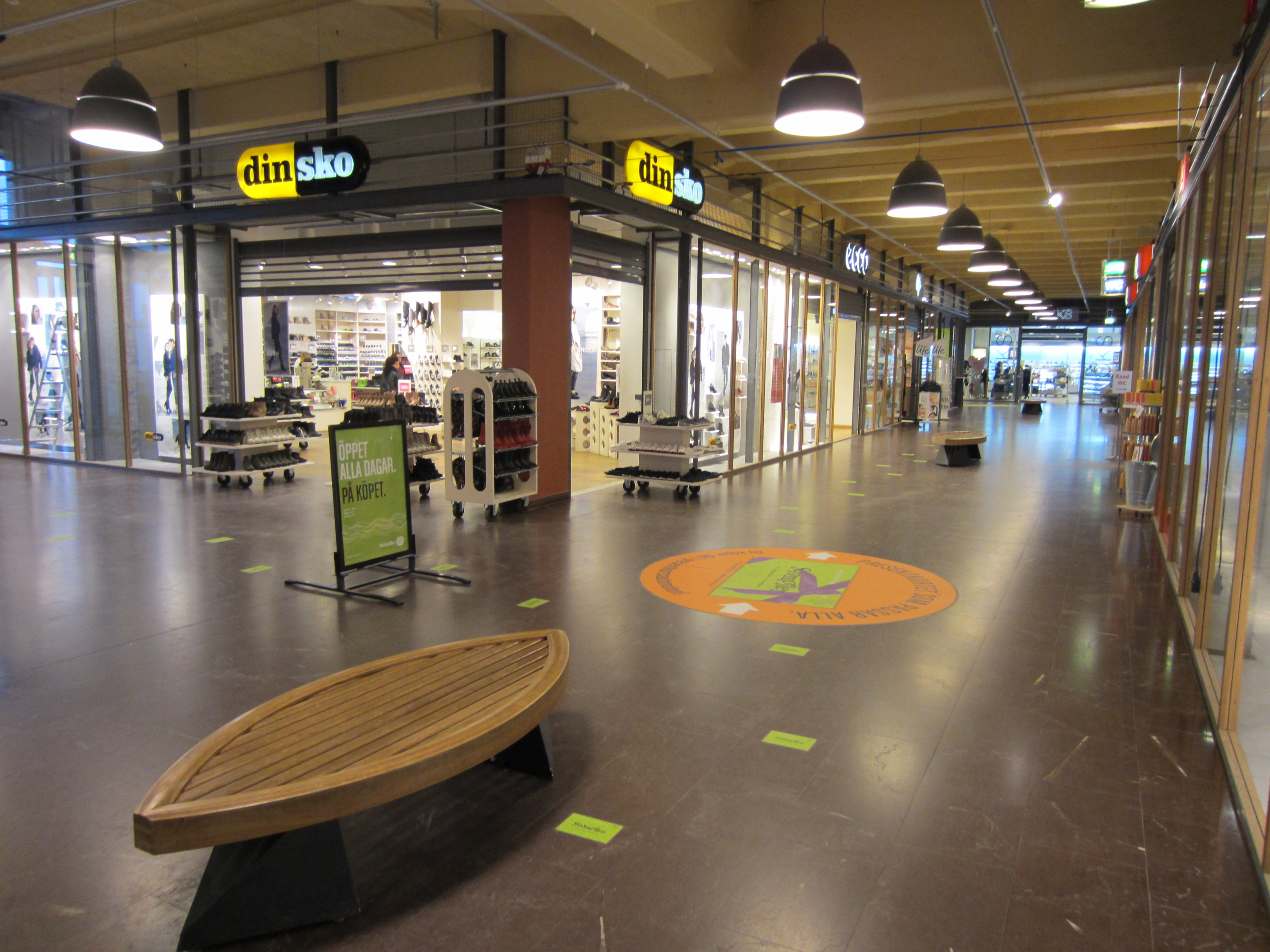
Interiör i Vita huset.